# Jonas Dubb
Jonas Dubb, född 11 april 1739 i Västra Husby socken, död 19 september 1823 i Linköping, var en svensk präst och domprost. 
En minnesvård över hans grav finns på gamla kyrkogården.

## Biografi
Dubb föddes 11 april 1739 i Västra Husby socken. Han var son till frälseinspektorn Sven Dubb och Brita Christina Schnarr. Dubb studerade i Linköping. Han blev hösten 1760 student vid Uppsala universitet. 12 maj 1766 prästvigdes han i Stockholm. Den 17 juni 1773 blev han filosofi magister primus i Uppsala. 29 mars 1774 blev han teologikandidat. 1 mars 1774 arbetade han som extra ordinarie hovpredikant hos änkedrottningen. 16 oktober 1777 blev han kyrkoherde i Vingåkers församling. Dubb blev kontraktsprost 1 maj 1781 i Oppunda västra kontrakt. Domprost i Linköpings församling blev Dubb 12 februari 1801 och tillträdde tjänsten samma år. Dubb avled 19 september 1823 i Linköping och begravdes i Linköpings domkyrka 26 september samma år. På begravning hölls tal av Christian Stenhammar.
Dubb blev 6 juni 1779 teologidoktor. 1792 höll han ett tal i Slottskapellet på Svenska akademiens högtidsdag. Han var preses på prästmötet 1805. 1812 var han riksdagsman. 1819 blev Dubb förslagen till biskop.

### Familj
Dubb gifte sig 11 april 1779 med Margareta von Hauswolff (1747–1780). Hon var dotter till kyrkoherden Justus Christopher Hauswolff i Klara församling och Dorothea Charlotta Boij. 
Dubb gifte sig andra gången 30 november 1781 med Eva Elisabeth Martin (1760–1832). Hon var dotter till kyrkoherden Petter Anton Martin i Östra Ryds församling och Eva Magdalna Qvist. De fick tillsammans barnen majoren Christian Anton Dubb (1783–1841), Eva Carolina Dubb som var gift med kyrkoherden Claes Wimermark i Askeby församling, Elisabeth Maria Dubb (1786–1812), Christina Charlotta Dubb (1787–1866) och Johan Peter Dubb (född 1796).